# Агатон
Вижте пояснителната страница за други личности с името Агатон.
Свети Агатон (Agatone, мъжка версия на разпространеното име Агата) е римски папа през периода 678 – 681 г., роден най-вероятно през 577 г. в Сицилия в богато гръцко набожно семейство.
След смъртта на родителите си раздава наследството си и става монах в манастир близо до Палермо.
Има основания да се смята, че при избирането му за папа на 27 юни 678 г. е бил на над 100 години. Агатон е първият папа, който полага клетва при избора.
По време на понтификата си активно участва в Третия Константинополски събор (680 – 681), свикан от Константин IV Погонат, където е постигната окончателна победа на официалната църква над еретичното течение монотелетизъм в християнството. По време на същия Събор папата умира на 10 януари 681 г.
Папа Агатон е известен с чудесата, които е извършил, поради което е удостоен с титлата Тагматуда. Канонизиран е за светец на Католическата и Православната църква.